# 弯柱羊耳蒜
弯柱羊耳蒜（学名：Liparis campylostalix）为兰科羊耳蒜属下的一个种。

## 扩展阅读
- 維基物種上的相關：弯柱羊耳蒜